# Косьник, Ежи
Ежи Косьник (пол. Jerzy Kośnik;  род. 7 июля 1950, Варшава) —  польский фотожурналист и фотохудожник. Член Союза польских журналистов с 1980 года, а с 1985 года — Союза польских фотохудожников.

## Биография
Он окончил Техникум печати и факультет социологии Варшавского университета. Фотографией занялся в 17 лет, а уже в 1968 году задокументировал забастовку студентов политеха в знак протеста против действий национальных властей. Он входил в варшавский фотоклуб «6х6», а также в команду фотографов легендарного студенческого клуба «Ривьера-Ремонт», в том числе в кинодискуссионный клуб «Квант», куда по приглашению польских студентов приехали Микеланджело Антониони, Хулио Кортасар и ведущие польские кинематографисты из направления «кино морального беспокойства».
Его персональные выставки проходят с 1974 года.
С 1977 года работал в журнале «Фильм», для которого фотографировал актёров и режиссёров на крупнейших международных кинофестивалях.
Роджер Мур считал свой портрет Косьника лучшей фотографией, сделанной вне студии. Обнажённая фотография Анны Дымны вошла в сотню лучших польских снимков. В 1980 году он присоединился к движению  «Солидарность» и стал его фотожурналистом. С точки зрения наблюдателя и участника он зафиксировал важные и знаменательные события того периода для страны. Он не переставал фотографировать во время военного положения. В результате проверки журналистов во время действия военного положения он был исключён из редакции «Фильма».
В 1982–1990 годах работал для парижского агентства Gamma Press Image,  публиковался в журналах Stern, Paris Match и других крупных журналах. Он снимал на скрытую камеру процесс над подпольными издателями прессы в Военном суде в Варшаве.
После десяти лет работы в агентстве он вернулся к обнажённой натуре и портрету.  Фото Иоанны Яниковской, сделанное в Каннах в 1995 году в рамках сессии для Playboy, вошло в альбом 100 Most Beautiful Girls in the World этого издания.
Одним из профессиональных кредо Косьника является  принцип, выраженный в известном изречении Стайхена, согласно которому «миссия фотографии — помочь человеку понять другого человека, а также понять самого себя».
Более двадцати раз он был аккредитованным фотожурналистом на Международном кинофестивале в Каннах,  также фотографировал звёзд мирового кино на  фестивалях в Сан-Себастьяне, Москве и Лондоне.
Вот уже несколько лет его страстью является художественная обработка цифровых фотографий, потому что это дает ему невероятную творческую свободу.